# Azoksym
Azoksym (symbol HI-6) – wielofunkcyjny organiczny związek chemiczny stosowany, razem z atropiną, jako antidotum po kontakcie z insektycydami fosforanoorganicznymi lub bojowymi środkami trującymi o działaniu paralityczno-drgawkowym, między innymi gazami serii V (np. VX) lub serii G (tabun, sarin, soman).
Zawiera resztę izonikotynamidową i resztę oksymu nikotynamidu połączone mostkiem eterowym poprzez alkilopirydyniowe atomy azotu. Najczęściej jest używany jako chlorek azoksymu. W lecznictwie stosowany jest również dimesylan azoksymu. Należy do grupy odtrutek zwanej reaktywatorami acetylocholinoesterazy. Azoksym jest jednym oksymów serii H, znanych także jako „oksymy Hagedorn” – nazywanych tak od nazwiska profesor Ilse Hagedorn, która w latach 60. XX wieku kierowała pracami na tymi związkami.
Innymi lekami o podobnym działaniu są chlorek pralidoksymu i chlorek obidoksymu. Środki te są podawane równocześnie z atropiną, ale nie mogą jej zastępować. Przy uśmierzaniu drgawek w przypadku zatrucia gazami bojowymi lub insektycydami fosforanoorganicznymi azoksym stosowany jest jako lek wspomagający diazepam.

## Sposób działania
Związki fosforanoorganiczne hamują działanie acetylocholinoesterazy przez fosforylację enzymu (a dokładniej przez nieodwracalną fosforylację seryny w miejscu aktywnym enzymu). Azoksym przywraca funkcjonowanie esterazy cholinowej poprzez usunięcie grupy fosforylującej, która związana jest z grupą estrową. Jest przy tym skuteczniejszy niż pralidoksym, ze względu na silniej spolaryzowaną grupę oksymową.

## Zastosowanie i dawkowanie
Jest stosowany wraz z atropiną jako lek pomocniczy w zatruciu bojowymi środkami trującymi.
Zalecane dawkowanie, w zależności od źródeł:
- dorośli: 15 mg/kg (zwykle 220–700 mg), dożylnie lub domięśnio, z ewentualnym powtórzeniem 15–60 minut później, aż do osiągnięcia maksymalnej dawki dobowej 1500 mg.
- dzieci: 20 mg/kg